# Space Shuttle Main Engine
Moteur-fusée
Les Space Shuttle Main Engines (SSME) (« Moteurs principaux de la navette spatiale »), ou RS-25, sont les moteurs-fusées principaux de la navette spatiale américaine. L'orbiteur de la navette spatiale est propulsé par trois SSME, qui sont démontés après chaque vol puis remis à neuf pour une nouvelle utilisation. Ils sont construits par la division de Rocketdyne de Pratt & Whitney. Une version non réutilisable du moteur-fusée, le RS-25 D/E, est développée pour propulser le premier étage du nouveau lanceur lourd de la NASA, le Space Launch System, dont le premier vol a eu lieu le 16 novembre 2022.

## Caractéristique techniques

### Introduction
Les trois moteurs principaux de la navette spatiale brûlent de l'hydrogène liquide et de l'oxygène liquide provenant du réservoir externe. Ils sont utilisés pour la propulsion durant l'ascension de la navette spatiale, en complément des deux boosters, plus puissants, et parfois de l'Orbital Maneuvering System (OMS). Chaque moteur génère presque 1,8 MN de poussée au décollage. Les moteurs ont une impulsion spécifique (Isp) de 363 secondes au niveau de la mer et de 453 secondes dans le vide, avec respectivement des vitesses d'éjection de 4 440 m/s et de 3 560 m/s. Tout compris, un moteur principal de navette pèse environ 3,2 t. Les moteurs sont démontés après chaque vol et conduits au Space Shuttle Main Engine Processing Facility (SSMEPF, Hangar de traitement des moteurs principaux de la navette spatiale) pour le contrôle et le remplacement éventuel de chaque pièce.
Les moteurs-fusées de la navette spatiale sont capables de fonctionner à des températures extrêmes. L'hydrogène liquide est stocké à −253 °C. Cependant, lorsqu'il brûle avec l'oxygène liquide, la température dans la chambre de combustion atteint 3 300 °C, supérieure au point d'ébullition du fer. Les trois moteurs principaux consomment ensemble 3 917 litres d'ergol par seconde. Si les moteurs principaux pompaient de l'eau au lieu de l'oxygène liquide et de l'hydrogène liquide, une piscine de taille moyenne serait vidée en 25 secondes.
En plus des trois moteurs principaux, la navette possède 44 petits moteurs-fusées disposés sur sa surface, qui font partie de l'Orbital Maneuvering System (OMS, système de manœuvres orbitales) et du Reaction Control System (RCS, système de contrôle par réaction), utilisés pour diriger, orienter et effectuer des réglages d'attitude de la navette en orbite.
Les moteurs fonctionnent comme suit : l'hydrogène et l'oxygène stockés dans le réservoir externe entrent dans la navette au niveau du séparateur ombilical navette/réservoir externe connecté aux tuyauteries d'alimentation du système de propulsion principal de la navette. À ce niveau, l'hydrogène et l'oxygène sont chacun répartis vers trois branches, une pour chaque moteur. Dans chaque branche, les pré-vannes doivent être ouvertes pour alimenter les turbopompes basse pression à oxygène et à hydrogène.

### Circuit de l'oxygène

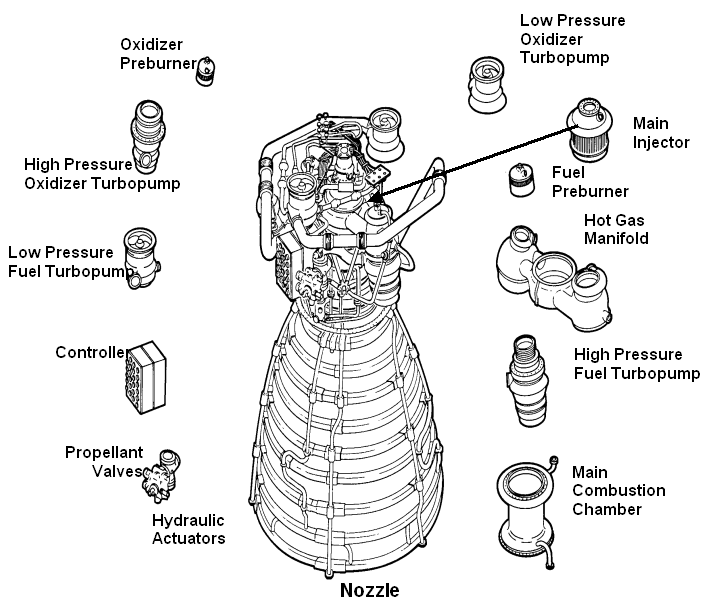
Principaux composants d'un SSME.

La turbopompe basse pression à oxygène (LPOTP) est une pompe à flux axial entraînée par une turbine à six étages fonctionnant à l'oxygène liquide. Elle porte la pression de l'oxygène liquide de 7 à 29 bar. Le débit sortant de la LPOTP alimente la turbopompe haute pression à oxygène (HPOTP). Durant le fonctionnement du moteur, cette pressurisation permet à la turbine à haute pression de fonctionner à grande vitesse sans caviter. La LPOTP fonctionne à environ 5 150 tr/min. La LPOTP, qui mesure environ 450 par 450 mm, est connectée à la tuyauterie d'entrée et fixée à la structure de la navette.
La HPOTP est constituée de deux pompes centrifuges à un seul étage (une pompe principale et une pompe "preburner") montées sur un arbre commun et entrainées par une turbine à deux étages à gaz chaud. La pompe principale porte la pression de l'oxygène liquide de 29 à 300 bar et fonctionne à environ 28 120 tr/min. Le débit sortant de la HPOTP est divisé en plusieurs flux, dont l'un est utilisé pour entraîner la turbine LPOTP. Un autre flux est dirigé vers la vanne principale d'oxygène et entre dans la chambre de combustion principale. Une faible partie du flux est envoyée vers le vaporisateur d'oxygène. L'oxygène liquide traverse un clapet anti-retour qui l'empêche d'entrer dans l'échangeur de chaleur jusqu'à ce que la température soit suffisante pour transformer l'oxygène liquide en gaz. L'échangeur de chaleur utilise la chaleur contenue dans les gaz sortants de la turbine HPOTP pour transformer l'oxygène liquide en gaz. Le gaz est envoyé vers un collecteur avant d'être dirigé vers le réservoir externe pour pressuriser le réservoir d'oxygène liquide (pressurisation autogène). Une autre partie du flux est envoyée vers le deuxième étage de la pompe HPOTP "preburner" pour porter la pression de l'oxygène liquide de 300 à 510 bar. Ce flux alimente l'« oxydizer preburner » (préchambre de combustion de l'oxygène) via la vanne d'oxygène de l'« oxydizer preburner »  et le l'« fuel preburner » (préchambre de combustion de l'hydrogène) via la vanne d'oxygène du l'« oxydizer preburner ». La HPOTP mesure environ 600 par 900 mm. Elle est fixée par des brides au collecteur des gaz chauds.
La turbine HPOTP et les pompes HPOTP sont montées sur le même arbre. Le mélange du gaz chaud riche en hydrogène présent dans la turbine et de l'oxygène liquide dans la pompe principale pourrait créer un accident. Pour éviter cela, les deux sections sont séparées par une chambre qui est continuellement balayée par le circuit d'hélium du moteur durant le fonctionnement de ce dernier. Deux joints limitent les fuites vers la chambre : un joint est situé entre la turbine et la chambre et l'autre entre la pompe et la chambre. La perte de pression d'hélium dans cette chambre entraîne l'arrêt automatique du moteur.

### Circuit de l'hydrogène

Système de propulsion principal de la navette.

L'hydrogène entre dans la navette au niveau de la vanne séparatrice d'alimentation en hydrogène liquide, puis circule dans le collecteur d'hydrogène liquide pour être divisé en trois branches, une pour chaque moteur. Dans chaque branche, une pré-vanne permet à l'hydrogène liquide d'alimenter la turbopompe basse pression à hydrogène, lorsque la pré-vanne est ouverte.
La pompe basse pression à hydrogène (LPFTP) est une pompe axiale entrainée par une turbine à deux étages fonctionnant à l'hydrogène gazeux. Elle porte la pression de l'hydrogène liquide de 2 à 19 bar et l'envoie à la pompe haute pression à hydrogène (HPFTP). Durant le fonctionnement du moteur, la surpression fournie par la LPFTP permet à la HPFTP de tourner à grande vitesse sans caviter. La LPFTP fonctionne à environ 16 185 tr/min et mesure environ 450 par 600 mm. Elle est connectée au circuit d'ergol de la navette et est fixée à la structure de la navette à 180 degrés de la LPOTP.
La HPFTP est une pompe centrifuge à trois étages entrainée par une turbine à deux étages à gaz chaud. Elle porte la pression de l'hydrogène liquide de 19 à 450 bar. La HPFTP fonctionne à environ 35 360 tr/min. Le débit sortant de la turbopompe est dirigé vers la vanne principale puis est divisé en trois flux. Un des flux est envoyé vers la chemise de la chambre de combustion principale, où l'hydrogène est utilisé pour refroidir les parois de la chambre. Il est ensuite renvoyé vers la LPFTP, où il est utilisé pour entraîner la turbine LPFTP. Une petite partie du flux sortant de la LPFTP est ensuite dirigée vers un collecteur commun aux trois moteurs avant d'être envoyé vers le réservoir externe pour maintenir la pressurisation du réservoir d'hydrogène liquide (pressurisation autogène). L'hydrogène restant passe entre les parois interne et externe du collecteur des gaz chauds pour le refroidir et est évacué dans la chambre de combustion principale. Le deuxième flux d'hydrogène issu de la vanne principale est dirigé vers la tuyère du moteur, pour la refroidir. Il rejoint ensuite le troisième flux en provenance de la vanne de refroidissement de la chambre. Le flux combiné est finalement dirigé vers le fuel preburner et l'oxidizer preburner. La HPFTP mesure environ 550 par 1 100 mm. Elle est fixée par des brides au collecteur des gaz chauds.

### Pre-burners et système de contrôle de la poussée

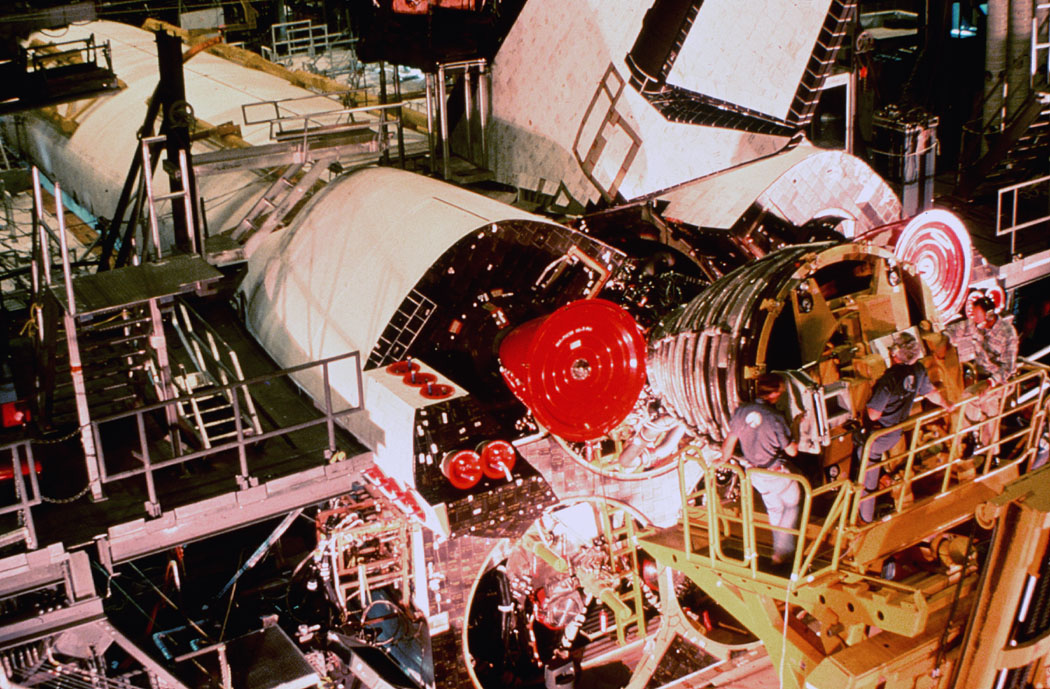
Le moteur no 1 en cours d'installation sur une navette dans un des ateliers d'entretien des navettes (Orbiter Processing Facilities ou OPF).

Les preburners d'oxygène et d'hydrogène sont soudés sur le collecteur des gaz chauds. L'hydrogène et l'oxygène pénètrent dans les preburners et sont mélangés afin qu'une combustion efficace ait lieu. L'allumeur à arc est une petite chambre de mélange située au centre de l'injecteur de chaque preburner. Les deux allumeurs à arc redondants, qui sont pilotés par le contrôleur du moteur, sont utilisés lors de la séquence de démarrage du moteur pour déclencher la combustion dans chaque preburner. Ils sont coupés après environ trois secondes car le processus de combustion est auto-entretenu. Les preburners fournissent le gaz chaud riche en hydrogène qui traverse les turbines pour créer la puissance nécessaire pour entraîner les turbo-pompes à haute pression. La sortie du preburner d'oxygène entraîne la turbine qui est connectée à la HPOTP et à la pompe du preburner d'oxygène. La sortie du preburner d'hydrogène entraîne la turbine qui est connectée à la HPFTP.
La vitesse des turbines HPOTP et HPFTP dépend de la position des vannes, respectivement du preburner d'oxygène et du preburner d'hydrogène. Ces vannes sont pilotées par le contrôleur du moteur, qui les utilise pour réguler le débit d'oxygène liquide vers les preburners et, ainsi, contrôler la poussée du moteur. Les vannes des preburners d'oxygène et d'hydrogène augmentent ou diminuent le débit d'oxygène liquide, augmentant ou diminuant la pression dans la chambre des preburners, la vitesse des turbines HPOTP et HPFTP, le débit d'oxygène liquide et d'hydrogène gazeux dans la chambre de combustion principale, qui finalement augmente ou diminue la poussée du moteur, régulant ainsi le moteur. Les vannes des preburners d'oxygène et d'hydrogène fonctionnent de concert pour réguler le moteur et maintenir un rapport de mélange constant 6-1 entre les ergols.
La vanne d'oxygène principale et la vanne d'hydrogène principale contrôlent le débit d'oxygène liquide et d'hydrogène liquide dans le moteur et sont pilotées par le contrôleur du moteur. Quand un moteur fonctionne, les vannes principales sont entièrement ouvertes.

### Système de refroidissement
Une vanne de régulation du réfrigérant est montée sur la tuyauterie du bypass de refroidissement de la chambre de combustion de chaque moteur. Le contrôleur du moteur régule le débit d'hydrogène gazeux contournant la boucle de refroidissement de la tuyère, contrôlant ainsi sa température. La vanne de refroidissement de la chambre est ouverte à 100 % avant le démarrage du moteur. Lors du fonctionnement du moteur, elle est ouverte à 100 % pour des réglages de poussée compris entre 100 et 109 % pour un refroidissement maximal. Pour des réglages de poussée entre 65 et 100 %, sa position varie entre 66,4 et 100 % d'ouverture pour un refroidissement réduit.

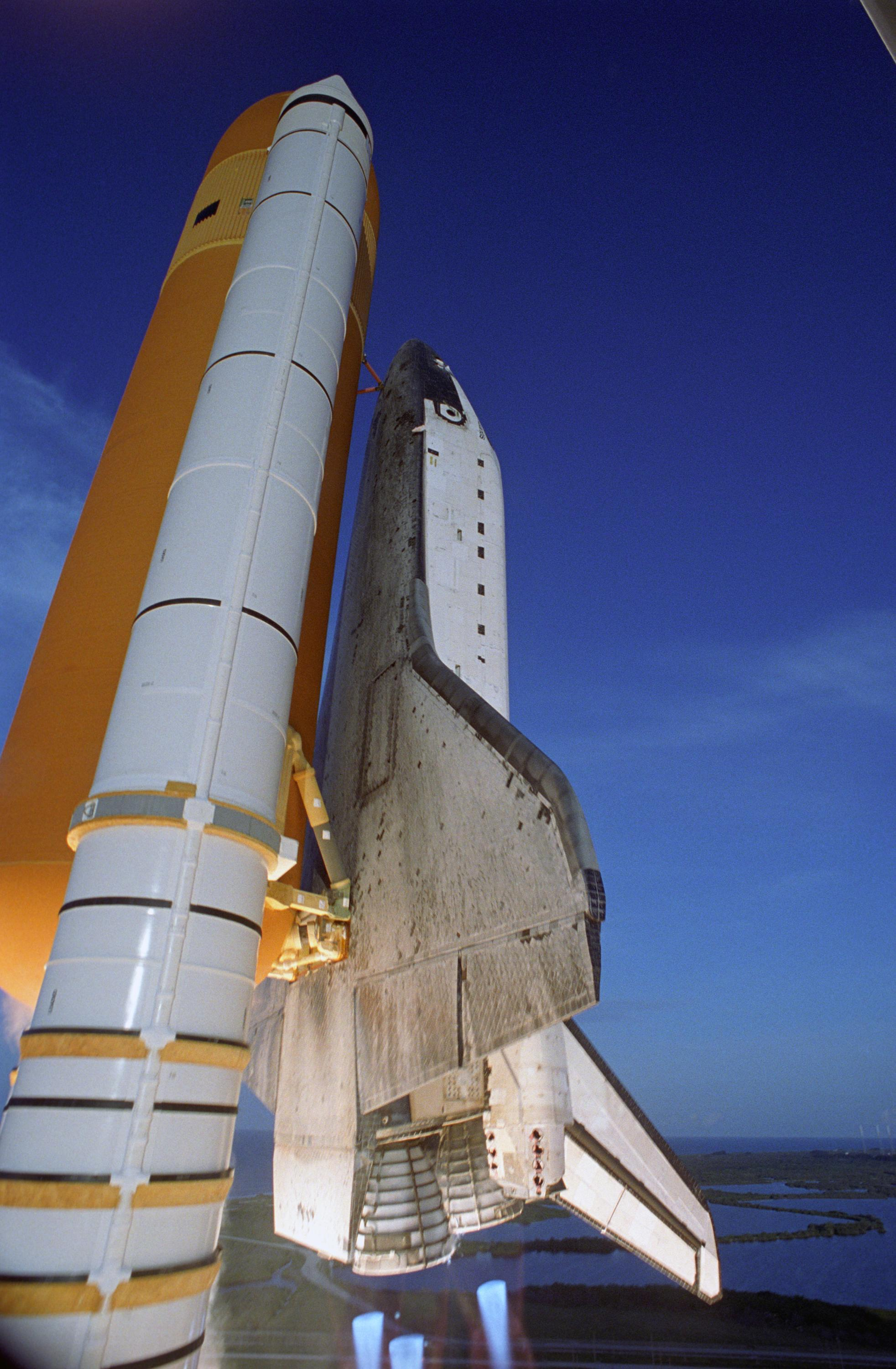
Les moteurs principaux de la navette Atlantis, en fonctionnement lors du lancement de la mission STS-117.

### Chambre de combustion et tuyère
Chaque chambre de combustion principale reçoit le gaz chaud riche en hydrogène provenant du circuit de refroidissement du collecteur des gaz chauds. L'hydrogène gazeux et l'oxygène liquide pénètrent dans la chambre par l'injecteur, qui mélange les ergols. Une petite chambre d'allumage à bougie est située au centre de l'injecteur. L'allumeur redondant est utilisé pendant la séquence de démarrage du moteur pour déclencher la combustion. Les allumeurs sont coupés après environ trois secondes car le processus de combustion est auto-entretenu. L'injecteur principal et le dôme sont soudés au collecteur des gaz chauds. La chambre de combustion principale est également boulonnée au collecteur des gaz chauds.
La surface interne de chaque chambre de combustion, ainsi que la surface interne de chaque tuyère, est refroidie par de l'hydrogène liquide circulant dans les tubes de refroidissement en acier inoxydable brasés. La tuyère est une extension en forme de cloche boulonnée sur la chambre de combustion principale. La longueur de la tuyère est de 2,9 m, et le diamètre extérieur en sortie est de 2,4 m. Un anneau support soudé à la partie avant de la tuyère constitue le point d'attache du moteur à l'écran thermique fourni par la navette. Une protection thermique est nécessaire à cause de l'exposition de certaines parties des tuyères pendant les phases de lancement, d'ascension, en orbite et d'entrée d'une mission. L'isolation est constituée de quatre couches de batting métallique couvertes par une feuille métallique et un écran.
Pour une tuyère capable de fonctionner au niveau de la mer, la tuyère du SSME possède un taux d'expansion de la pression de la chambre inhabituellement élevé (environ 77). Une tuyère de cette taille devrait normalement subir un décollement du flux de la paroi qui pourrait provoquer des difficultés de régulation et pourrait même endommager mécaniquement la navette. Pour éviter cela, les ingénieurs de Rocketdyne ont fait varier l'angle de la tuyère, en le diminuant près de la sortie. Ceci élève la pression au voisinage du bord entre 4,6 et 5,7 psi (0,317 et 0,393 bar), et empêche le décollement du flux. La partie centrale du flux est à une pression beaucoup plus faible, environ 2 psi (0,138 bar) ou moins.

### Vannes principales
Les cinq vannes d'ergol de chaque moteur (oxygène de l'« oxidizer preburner », oxygène du « fuel preburner », oxygène principale, hydrogène principale et refroidissement de la chambre) sont actionnées hydrauliquement et pilotées électriquement par le contrôleur du moteur. Elles peuvent être fermées complètement à l'aide du système d'alimentation en hélium du moteur, agissant comme système de manœuvre de secours.
La vanne principale d'oxygène et la vanne de décharge de l'hydrogène sont utilisées après l'arrêt du moteur. La vanne principale d'oxygène est ouverte pour permettre d'évacuer l'oxygène liquide résiduel au travers du moteur, et la vanne de décharge de l'hydrogène est ouverte pour permettre d'évacuer l'hydrogène liquide résiduel au travers des vannes de remplissage et de vidange de l'hydrogène. Après la fin de l'évacuation, les vannes sont définitivement fermées pour le reste de la mission.

### Joint de cardan
Le palier à joint de Cardan est boulonné sur l'injecteur principal et le dôme et constitue l'interface de poussée entre le moteur et la navette. Le palier de poussée mesure environ 290 par 360 mm.
Les turbopompes basse pression à oxygène et à hydrogène sont montées angulairement à 180 degrés sur la structure de poussée à l'arrière du fuselage de la navette. Les tuyauteries reliant les turbopompes basse pression aux turbopompes haute pression sont équipées de soufflets flexibles qui permettent aux turbopompes basse pression de rester fixes alors que le reste du moteur est orientable pour piloter le vecteur de poussée. La tuyauterie d'hydrogène liquide entre la LPFTP et la HPFTP est isolée pour empêcher la formation d'air liquide.

### Spécifications du SSME

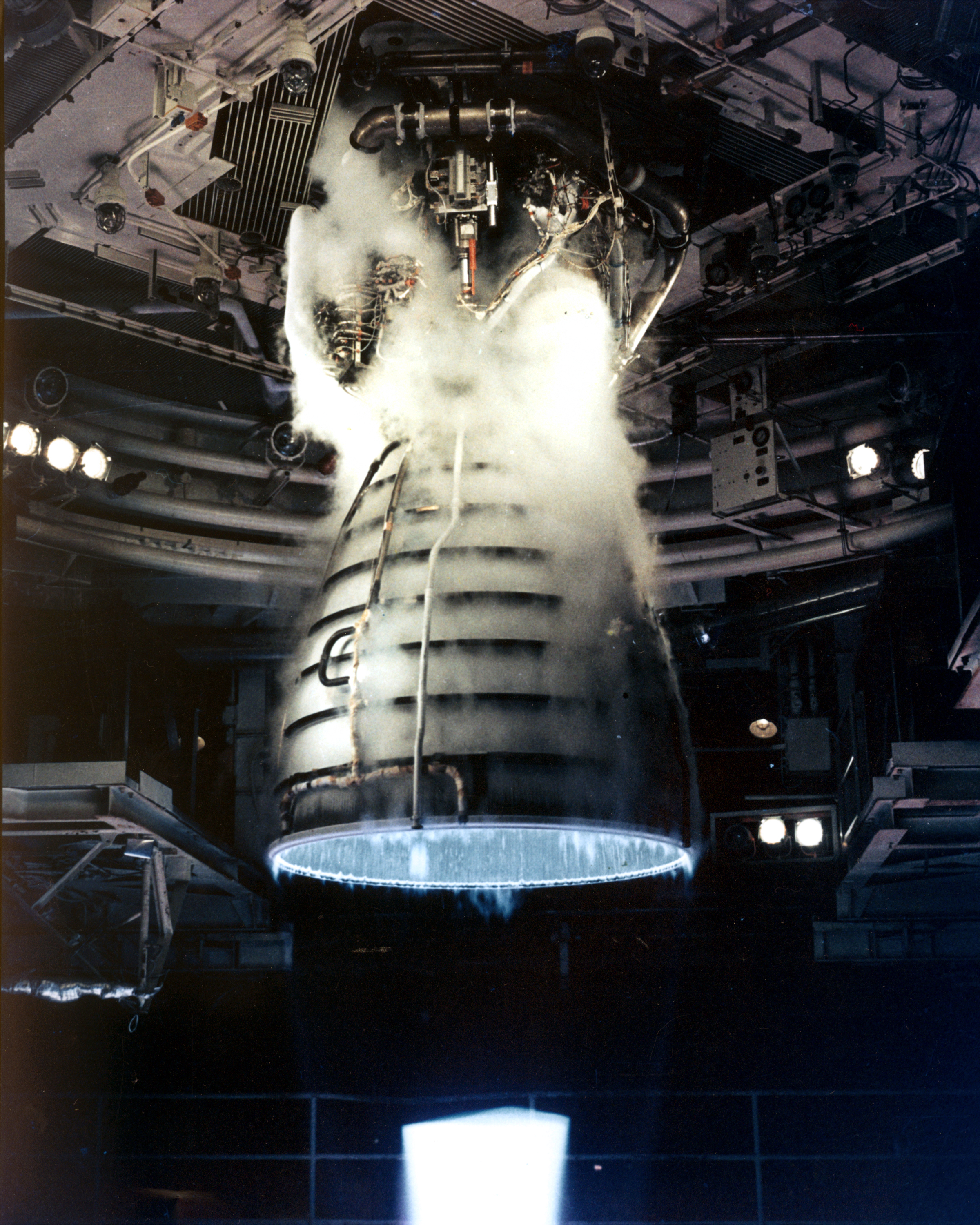
Moteur principal de la navette en test.

La poussée du SSME (ou son niveau de puissance, « power level ») peut être réglée entre 67 et 109 % de la poussée de conception. Les lancements standards utilisent une poussée pouvant atteindre 104,5 %, avec toutefois des régimes à 106 ou 109 % disponibles pour les cas d'abandon d'urgence pendant le lancement. La poussée peut être spécifiée pour le niveau de la mer ou dans le vide. La poussée dans le vide sera plus importante en raison de l'absence d'effets dus à la présence de l'atmosphère.
- Poussée 100 % (niveau de la mer / vide) : 1 670 kN / 2 090 kN
- Poussée 104,5 % (niveau de la mer / vide) : 1 750 kN / 2 170 kN
- Poussée 109 % (niveau de la mer / vide) : 1 860 kN / 2 280 kN

La présentation de niveaux de puissance supérieurs à 100 % peut paraître perturbante, mais elle est en fait facilement explicable. Le niveau de 100 % ne désigne en fait pas le maximum de puissance que peut physiquement développer le moteur, mais correspond plutôt à une spécification, décidée au début du développement du SSME, désignant le niveau de puissance « normale » que devait produire le moteur. Des études ultérieures ont montré que le moteur pouvait en fait fonctionner en toute sécurité à des niveaux supérieurs à 100 %, ce qui est désormais la norme. Le fait de maintenir malgré tout cette relation étroite entre le « 100 % initial » et la puissance réelle que peut développer actuellement le moteur permet de limiter des confusions, en créant une relation invariable entre les deux paramètres. De ce fait, les données recueillies pendant les tests ou les vols, passés ou futurs, peuvent facilement être comparées entre elles. Si à chaque fois que la puissance était augmentée cette valeur devenait le « nouveau 100 % », les données des vols précédents devraient être modifiées et les comparaisons entre les différentes valeurs nécessiteraient des calculs longs et inutiles.
Les niveaux de puissance produits par les SSME affectent évidemment leur durée de vie. Les études indiquent que les probabilités d'une défaillance augmentent rapidement avec des niveaux de puissance dépassant 104,5 %, ce qui explique pourquoi ces réglages ne sont réservés que pour les cas d'urgence.
Les autres caractéristiques techniques du SSME sont les suivantes : 

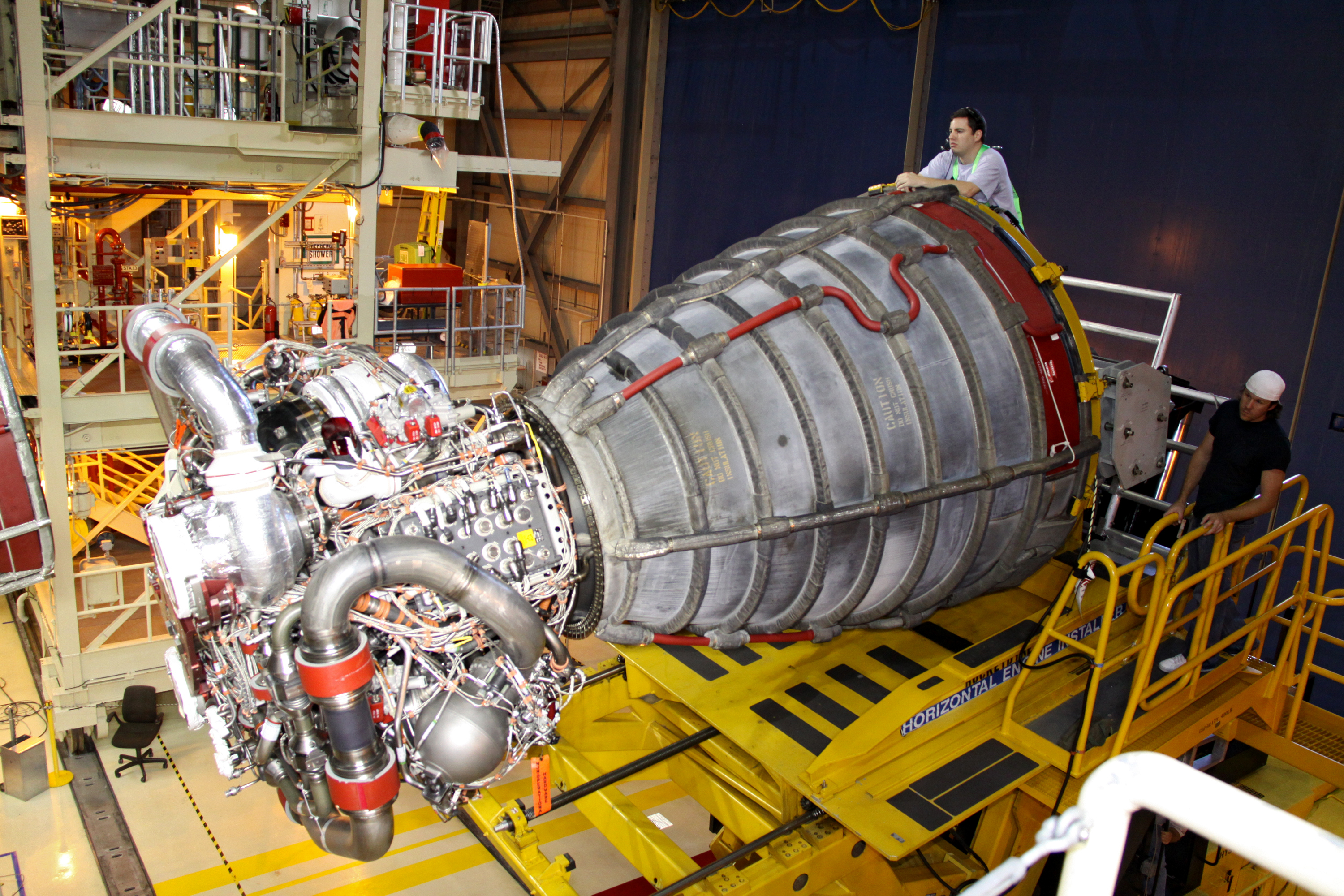
Alignement d'un moteur pour son montage sur une navette.

- Altitude de conception : 18 300 m
- Nombre de Mach de la tuyère : 5,05 (calculé)
- Surface du col : 600 cm2
- Surface de la tuyère : 4,669 8 m2
- Pression dans la chambre : 189,4 bar à 100 % de puissance
- Pression de sortie : 72,3 bar (calculée)
- Durée de fonctionnement : 520 secondes
- Isp dans le vide : 452,5 secondes
- Poussée unitaire dans le vide : 2,226 5 MN à 104,5 % de la poussée de conception

| Consommation spécifique de carburant en lb/(lbf·h) | Consommation spécifique de carburant en g/(kN·s) | Impulsion spécifique (s) | Vitesse d'éjection (m/s) |
| -------------------------------------------------- | ------------------------------------------------ | ------------------------ | ------------------------ |
| 7,95                                               | 225                                              | 453                      | 4423                     |

## Le SSME et le programme Constellation

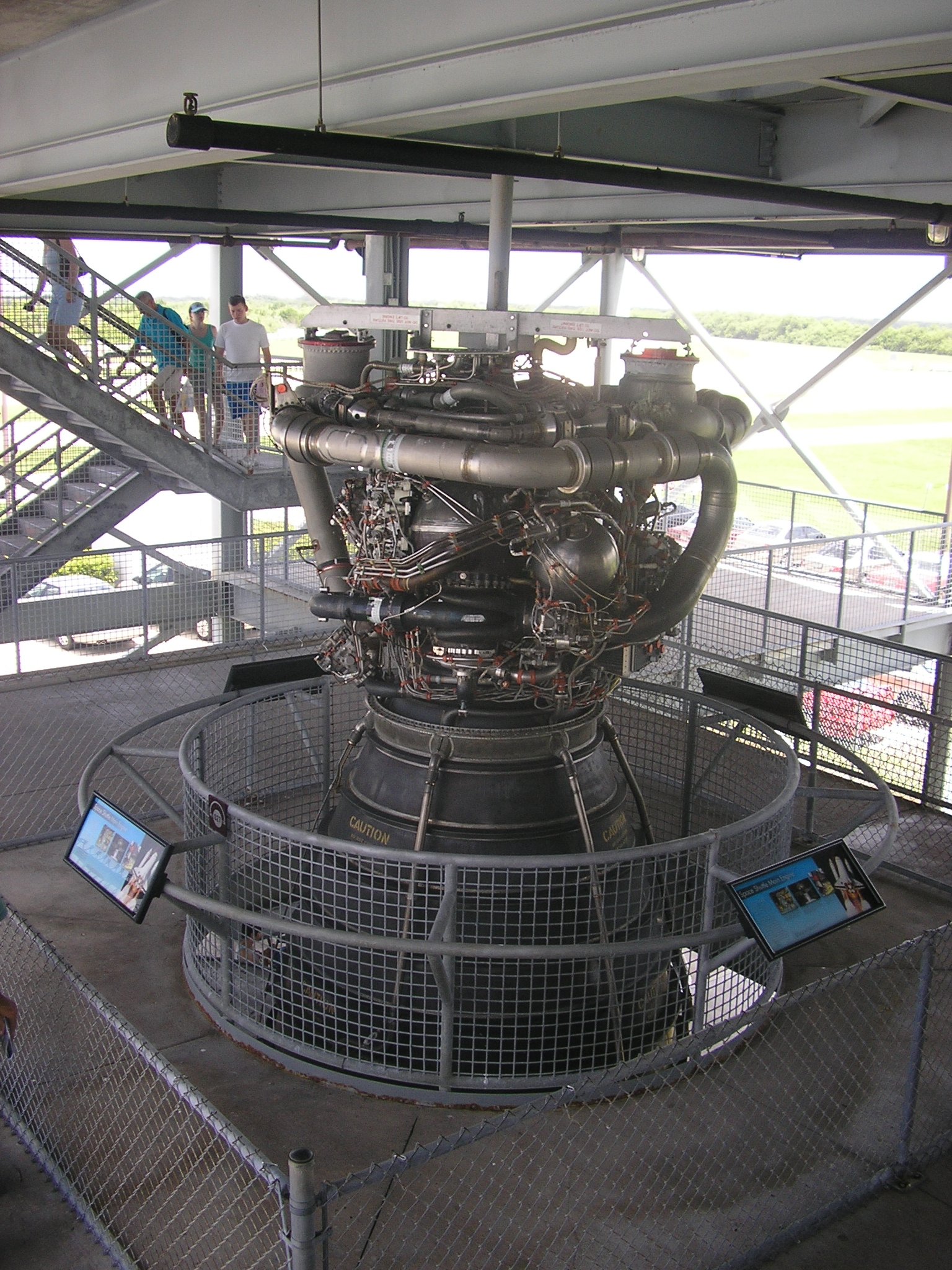
Photographie d'un SSME.

Initialement, le SSME devait être utilisé dans l'ère post-navettes comme moteurs principaux de la fusée inhabitée Ares V et comme moteur du second étage pour la fusée avec équipage Ares I. Bien que l'emploi du SSME semblait bon sur le papier, parce qu'il utilisait la technologie de la navette après son retrait, il avait plusieurs inconvénients :
- Il ne serait pas réutilisable, étant fixé aux étages largués ;
- Il devrait subir un test d'allumage (FRF) avant son montage – test appelé « Main Engine Test » que la NASA réalisait sur chaque nouvelle navette et jusqu'au vol STS-26 ;
- Il serait coûteux, long et pénalisant en termes de poids de convertir le SSME prévu pour un allumage au sol en un moteur capable d'un allumage en vol pour le deuxième étage d'Ares I.

Après plusieurs changements de conception des fusées Ares I et Ares V, le SSME sera remplacé par un seul J-2X pour le deuxième étage d'Ares I. La fusée Ares V aurait dû utiliser six moteurs RS-68 modifiés (qui sont basés à la fois sur le SSME et le moteur J-2 d'Apollo) pour son étage principal.

## Utilisation par le lanceur lourd SLS

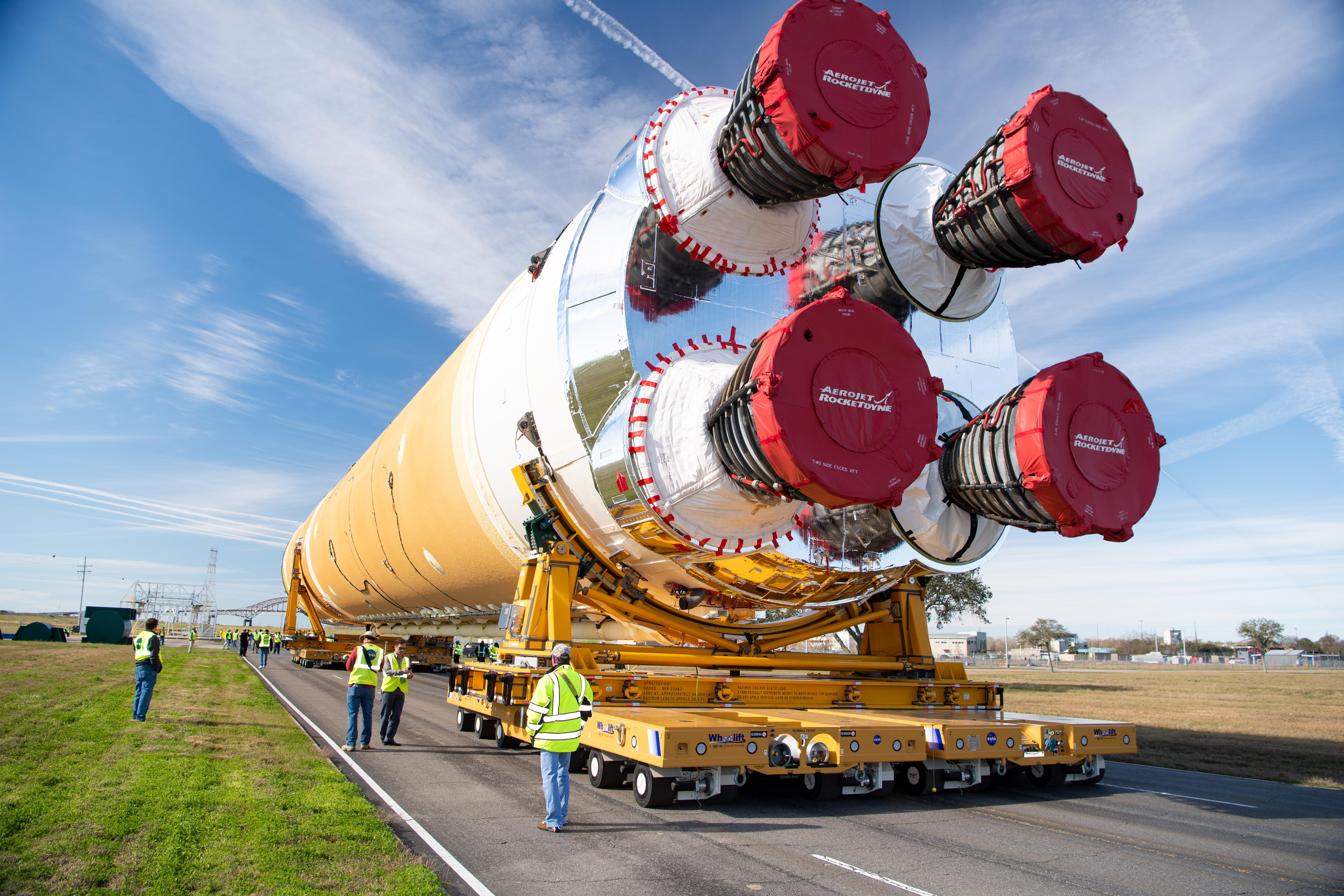
Le premier étage du lanceur SLS destiné au lancement de la mission Artemis I sort de l'usine de Michoud. On distingue à l'arrière les quatre moteurs-fusées RS-25 versions modernisées des SSME.

En 2011, à la suite de l'abandon du programme Constellation, la NASA annonce que le SSME sera utilisé sur le lanceur SLS (Space Launch System) avec quatre moteurs pour le premier étage. Les six moteurs en version RS-25D disponibles seront utilisés sur les premiers vols, puis remplacés par la version RS-25E (« Expendable », version sacrifiable et moins chère). Les premiers sont intégrés dans le premier étage de la première SLS sur le Centre d'assemblage de Michoud entre le 20 octobre et le 6 novembre 2019 qui doit être lancé fin 2022.
Le RS-25 D/E est une version modernisée des moteurs SSME. Par rapport à la version utilisée par la navette spatiale, il dispose d'un nouveau contrôleur, une meilleure isolation de la tuyère et une augmentation de la poussée qui atteint 109% de la poussée nominale contre 104,5% auparavant. La poussée est de 1 859 kN au niveau de la mer et 2 227 kN dans le vide, soit respectivement de 190 tonnes  et 232 tonnes. Contrairement à ceux de la navette spatiale ils ne sont pas réutilisables ce qui a permis de réduire leur poids et de diminuer leur cout. Son impulsion spécifique, moins performante que dans la version d'origine, est de 366 secondes au niveau de la mer et de 452 secondes dans le vide. Chaque moteur a une masse de 3527 kg, est haut de 4,27 mètres pour un diamètre de 2,44 mètres. La tuyère a un rapport de section de 69 typique des moteurs-fusées devant fonctionner à basse altitude,.  Les lanceurs SLS doivent utiliser 16 moteurs modernisés issus du programme de la navette spatiale. La chaine de fabrication a été relancée, dans le cadre d'un contrat de 1,79 milliard US$ passé en mai 2020, pour produire 18 moteurs dont le cout de fabrication devrait être 30% plus faible et qui devraient être légèrement plus puissants.